# Conference League 1986-1987
La Conference League 1986-1987, conosciuta anche con il nome di GM Vauxhall Conference per motivi di sponsorizzazione, è stata l'8ª edizione del campionato inglese di calcio di quinta divisione, nonché la prima a premiare la vincitrice, con la promozione diretta in Fourth Division.

## Squadre partecipanti
| Squadra                | Città                | Stagione precedente                                                 |
| ---------------------- | -------------------- | ------------------------------------------------------------------- |
| Altrincham             | Altrincham           | 4º posto in Alliance Premier League                                 |
| Barnet                 | Londra (High Barnet) | 14º posto in Alliance Premier League                                |
| Bath City              | Bath                 | 12º posto in Alliance Premier League                                |
| Boston United          | Boston               | 13º posto in Alliance Premier League                                |
| Cheltenham Town        | Cheltenham           | 11º posto in Alliance Premier League                                |
| Dagenham               | Londra (Dagenham)    | 19º posto in Alliance Premier League                                |
| Enfield                | Londra (Enfield)     | 1º posto in Alliance Premier League (non eletto in Football League) |
| Frickley Athletic      | South Elmsall        | 2º posto in Alliance Premier League                                 |
| Gateshead              | Gateshead            | 1º posto in Northern Premier League (promosso)                      |
| Kettering Town         | Kettering            | 9º posto in Alliance Premier League                                 |
| Kidderminster Harriers | Kidderminster        | 3º posto in Alliance Premier League                                 |
| Maidstone United       | Maidstone            | 17º posto in Alliance Premier League                                |
| Northwich Victoria     | Northwich            | 16º posto in Alliance Premier League                                |
| Nuneaton Borough       | Nuneaton             | 18º posto in Alliance Premier League                                |
| Runcorn                | Runcorn              | 6º posto in Alliance Premier League                                 |
| Scarborough            | Scarborough          | 15º posto in Alliance Premier League                                |
| Stafford Rangers       | Stafford             | 7º posto in Alliance Premier League                                 |
| Sutton United          | Londra (Sutton)      | 1º posto in Isthmian League Premier Division (promosso)             |
| Telford United         | Telford              | 8º posto in Alliance Premier League                                 |
| Wealdstone             | Londra (Ruislip)     | 10º posto in Alliance Premier League                                |
| Welling United         | Londra (Bexley)      | 1º posto in Southern League Premier Division (promosso)             |
| Weymouth               | Weymouth             | 5º posto in Alliance Premier League                                 |

## Classifica finale
|  | Pos. | Squadra            | Pt | G  | V  | N  | P  | GF | GS | DR  |
|  | ---- | ------------------ | -- | -- | -- | -- | -- | -- | -- | --- |
|  | 1    | Scarborough        | 91 | 42 | 27 | 10 | 5  | 64 | 33 | +31 |
|  | 2    | Barnet             | 85 | 42 | 25 | 10 | 7  | 86 | 39 | +47 |
|  | 3    | Maidstone Utd      | 73 | 42 | 21 | 10 | 11 | 71 | 48 | +23 |
|  | 4    | Enfield            | 70 | 42 | 21 | 7  | 14 | 66 | 47 | +19 |
|  | 5    | Altrincham         | 69 | 42 | 18 | 15 | 9  | 66 | 53 | +13 |
|  | 6    | Boston Utd         | 69 | 42 | 21 | 6  | 15 | 82 | 64 | +18 |
|  | 7    | Sutton Utd         | 68 | 42 | 19 | 11 | 12 | 81 | 51 | +30 |
|  | 8    | Runcorn            | 67 | 42 | 18 | 13 | 11 | 71 | 58 | +13 |
|  | 9    | Telford Utd        | 64 | 42 | 18 | 10 | 14 | 69 | 59 | +10 |
|  | 10   | Bath City          | 63 | 42 | 17 | 12 | 13 | 63 | 62 | +1  |
|  | 11   | Cheltenham Town    | 61 | 42 | 16 | 13 | 13 | 64 | 50 | +14 |
|  | 12   | Kidderminster      | 55 | 42 | 17 | 4  | 21 | 77 | 81 | -4  |
|  | 13   | Stafford Rangers   | 53 | 42 | 14 | 11 | 17 | 58 | 60 | -2  |
|  | 14   | Weymouth           | 51 | 42 | 13 | 12 | 17 | 68 | 77 | -9  |
|  | 15   | Dagenham           | 49 | 42 | 14 | 7  | 21 | 56 | 72 | -16 |
|  | 16   | Kettering Town     | 47 | 42 | 12 | 11 | 19 | 54 | 66 | -12 |
|  | 17   | Northwich Victoria | 44 | 42 | 10 | 14 | 18 | 53 | 69 | -16 |
|  | 18   | Nuneaton Borough   | 44 | 42 | 10 | 14 | 18 | 48 | 73 | -25 |
|  | 19   | Wealdstone         | 43 | 42 | 11 | 10 | 21 | 50 | 70 | -20 |
|  | 20   | Welling Utd        | 40 | 42 | 10 | 10 | 22 | 61 | 94 | -33 |
|  | 21   | Frickley Athletic  | 32 | 42 | 7  | 11 | 24 | 47 | 82 | -35 |
|  | 22   | Gateshead          | 31 | 42 | 6  | 13 | 23 | 48 | 95 | -47 |

Legenda:
      Promosso in Fourth Division 1987-1988.
      Retrocesso in Northern Premier League 1987-1988.
      Retrocesso in Southern League 1987-1988.
Regolamento:
Tre punti a vittoria, uno a pareggio, zero a sconfitta.
In caso di arrivo di due o più squadre a pari punti, la graduatoria viene stilata secondo i seguenti criteri:
- differenza reti
- maggior numero di gol segnati

Note:

Nuneaton Borough retrocesso in Southern League 1987-1988 per irregolarità finanziarie.